# Adolf Johan Hilchen
Adolf Johan Hilchen, född 1663, död 14 juli 1732 på Svärtinge i Östra Eneby socken, var en svensk militär.
Adolf Johan Hilchen var son till överste Frans Hilchen och Anna Christina Strömfelt. Han blev volontär vid Livgardet 1680, fänrik vid Taubes infanteribataljon i Dorpat 1681, löjtnant där 1684 samt sekundlöjtnant vid Upplands regemente 1689. Hilchen fick 1690 permission och gick i fransk tjänst där han blev kapten vid Zurlaubens regemente. År 1703 blev han major vid Smålands femmänningsregemente, överstelöjtnant där 1710 och sekundöverste där 1712. Hilchen blev chef för Västgöta tremänningsinfanteriregemente och kommendant i Landskrona 1716 men tog avsked från tjänsten samma år.